# Alberuela de Laliena
Alberuela de la Liena és una localitat de la comarca Somontano de Barbastre que pertany al municipi d'Abiego a la Província d'Osca (Espanya).

## Història
- Resten vestigis de presència romana al riu Isuela.[1]
- El 1095 és reconquistada després de la caiguda de Naval en mans de Pere I.[2]
- 1960 - 1970 es va incorporar al terme municipal d'Abiego.

## Monuments
- Església parroquial dedicada a Sant Nicolau de Bari d'estil romànic.